# 悉羅騰
悉羅 騰（しつら とう、? - 384年）は、五胡十六国時代前燕の人物。字は叔龍。范陽郡涿鹿県の出身。

## 生涯
元々は范陽郡の豪族であったという。
囲碁に長じており、ひたすらにその道を究めていた。当時においてその精妙さは抜きんでており、北平の楽抄と並んで称賛を受けた。
やがて前燕に仕え、尚書郎に任じられた。
369年7月、東晋の大司馬桓温が前燕征伐の兵を興して武陽に進駐すると、呉王慕容垂が総大将となって5万の兵でこれを迎え撃ち、悉羅騰は参軍従事に任じられて慕容垂に従軍した。8月、悉羅騰は桓温軍の嚮導である段思を攻撃し、これを捕らえた。さらに、配下の虎賁中郎将染干津を派遣して、魏・趙方面へ侵攻していた李述を撃破した。これにより桓温軍の士気を大いに削ぎ、その撃退に大いに貢献した。その武勇は三軍に冠たるものだったという。
370年11月、前秦の攻勢により鄴が陥落すると、慕容暐は長安へ連行された。悉羅騰はこれに付き従い、前秦君主苻堅より三署郎に任じられた。
384年11月、慕容暐は長安城内の鮮卑族と結託し、苻堅に反旗を翻そうと画策し、悉羅騰もこれに与した。
12月、慕容暐は子の結婚を理由に苻堅を新居へ招き、伏兵を置いて暗殺しようした。その際、慕容暐の命により、悉羅騰は屈突鉄侯と共に、鮮卑へ「（前秦の）朝廷は今、侯（新興侯に封じられている慕容暐）を外鎮させようとしている。旧人はみなこれに付き従うと聞いている。日を選んで場所を指定するので、集結するように」と告げ、鮮卑を仲間に引き込んだ。だが、この計画は苻堅に漏れてしまい、苻堅は悉羅騰を呼び出してこの事を問い質した。悉羅騰は拷問の末に、謀略の全容を告白し、殺害された。慕容暐とその宗族を始め、城内の鮮卑は幼長・男女の区別なく、皆殺しとなった。